# Pepper Adams
Park "Pepper" Adams, född 8 oktober 1930 i Highland Park, Michigan, död 10 september 1986 i New York, var en amerikansk jazz-barytonsaxofonist. Åren 1947–1951 och 1953–1955 spelade han bop i Detroit med bland andra Barry Harris, Lucky Thompson, Miles Davis, Tommy Flanagan, Thad Jones, Elvin Jones och Kenny Burrell. Efter att han 1956 flyttade till New York turnerade han med Stan Kentons och Maynard Fergusons storband. Han ledde kvintetter med Donald Byrd 1958–1962 och spelade periodvis med Charles Mingus 1959–1963. Han spelade i Thad Jones och Mel Lewis orkester 1965–1976 och turnerade därefter flitigt som solist.
Under 1970-talet uppträdde han många gånger i Sverige och spelade även på två spår i Monica Zetterlunds album It Only Happens Every Time (1977).